# Le Perreux-sur-Marne

Le Perreux-sur-Marne en la Petite Couronne.

 Le Perreux-sur-Marne  es una comuna y población de Francia, en la región de Isla de Francia, departamento de Valle del Marne, en el distrito de Nogent-sur-Marne. La comuna conforma por sí sola el cantón homónimo.
Su población municipal en 2007 era de 32 100 habitantes.
Fue creada en 1887 a partir de Nogent-sur-Marne.
Está integrada en la Communauté d'agglomération de la Vallée de la Marne.

## Demografía
| ... | ... | ... | ... | ... | ... | ... | ... | ... | ... | ... | ... | ... | ... | ... | 6 699 | 8 390 | 11 149 | 13 255 | 15 971 | 17 915 | 20 429 | 23 808 | 23 553 | 23 086 | 26 745 | 27 900 | 29 099 | 28 333 | 27 647 | 28 477 | 30 080 | 32 100 |
| Para los censos de 1962 a 1999 la población legal corresponde a la población sin duplicidades (Fuente: INSEE [Consultar]) |     |     |     |     |     |     |     |     |     |     |     |     |     |     |       |       |        |        |        |        |        |        |        |        |        |        |        |        |        |        |        |        |